# 御原郡
御原郡（日语：／ Mihara gun */?）是過去位于日本福岡縣的郡，已於1896年2月26日與御井郡、山本郡合併為三井郡。
當時管轄的大部分町村現已被合併為小郡市和大刀洗町。

## 歷史

### 年表
- 1889年4月1日：實施町村制，御原郡下設：小郡村、御原村、立石村、三國村、大刀洗村、本鄉村。
- 1896年2月26日：與御井郡、山本郡合併為三井郡。